# 不逮捕特権
不逮捕特権（ふたいほとっけん）とは、憲法上、国会議員は原則として国会の会期中逮捕されず、会期前に逮捕された議員は、その議院の要求があれば、会期中これを釈放しなければならないという特権（日本国憲法第50条）。ここでいう「逮捕」は刑事訴訟法上の「逮捕」よりも広い意味であり行政措置上の身柄の拘束まで広く含む。なお、これとは異なり日本国憲法第75条では「逮捕」ではなく「訴追」という文言を用いているが「逮捕」と「訴追」の関係については学説に対立がある（以下に詳述）。

## 概説
不逮捕特権の趣旨は国会議員の活動あるいは両議院の自律性を保障するという点にある。歴史的には君主が議会内の反対派の議員を逮捕したり、政府がその権力によって議員の職務の執行を妨害するために逮捕が行われたことへの反省から認められるに至った権利である。
大日本帝国憲法下でも上記のような国会議員の不逮捕特権（議会開会中の議員の逮捕には特別な勅令を要した）はあったが、内乱罪と外患罪は現行犯でなく、また議院の許可や特別な勅令がなくても逮捕が可能であった。しかしながら、内乱罪と外患罪自体は適用された実例がない。
議員の不逮捕特権については議会の独立が強まったことによって、これが政治的に濫用され犯罪を行った国会議員が不当に保護されるおそれもあり適正な司法の運用を阻害する可能性もあるとの問題点も指摘されている。

## 内容

### 原則
国会議員は原則として国会の会期中逮捕されない（日本国憲法第50条）。
不逮捕特権が及ぶのは「会期中」である。継続審査は会期中とはいえず不逮捕特権は及ばない。参議院の緊急集会は会期ではないが会期中に準じて扱われ不逮捕特権が及ぶ（国会法100条参照）。
「逮捕」には刑事訴訟法上の逮捕・勾引・勾留のほか行政上の措置（警察官職務執行法第3条による保護措置や精神保健福祉法第29条による措置入院等）による身柄の拘束を含む。日本国憲法第50条は身体的拘束を伴わない訴追を禁じるものではない。なお、国会議員について確定判決に基づいて自由刑の執行がなされる場合には身体の拘束になるが、文言上あるいは司法権の独立（議院は確定判決の判断を問題とすることは妥当でない）の観点から日本国憲法第50条の「逮捕」には含まれないと解されている。

### 例外
憲法は不逮捕特権について「法律の定める場合を除いて」として法律による例外を認め（日本国憲法第50条）、国会法33条では「各議院の議員は、院外における現行犯罪の場合を除いては、会期中その院の許諾がなければ逮捕されない」と規定している。
院外の現行犯
現行犯（刑事訴訟法第212条）の場合には基本的に犯罪事実は明白であり不当逮捕のおそれがないことから逮捕しうる。なお、院内の現行犯については議院の自律性の下で国会法114条の規定に従い議長の議院警察権に服することとなり各議院の自主的措置に委ねられることになる（議院警察権を参照）。
日本の国会議員が現行犯逮捕された例として林百郎衆議院議員（日本共産党）が1952年5月17日に器物損壊罪で現行犯逮捕された例、楢崎弥之助衆議院議員（日本社会党）が1964年11月13日に公務執行妨害罪で現行犯逮捕された例、中西一善衆議院議員（自由民主党）が2005年3月10日に強制わいせつ罪で現行犯逮捕された例の3例がある。
逮捕許諾請求
各議院の議員の逮捕につきその院の許諾を求めるには、内閣は、所轄裁判所又は裁判官が令状を発する前に内閣へ提出した要求書の受理後速かに、その要求書の写を添えて、これを求めなければならない（国会法第34条）。そして、議院において、まず、議院運営委員会に付託され、その審査を経てから議院において議決されるのが先例である。許諾の判断については、逮捕に正当な理由がある場合には許諾を与えなければならないとする学説と正当な理由があっても国会活動の重要性を理由として許諾を与えないことも可能であるとする学説に分かれており対立がある。また、逮捕の許諾について条件・期限を付することができるか否かについては、刑事司法の適正という点を重視して条件・期限を付すことは認められないとする消極説と逮捕の許諾の拒否について認められる以上は条件・期限を付すことも認められるとする積極説とが対立する。先例としては衆議院では許諾に期限を付した例（昭和29年2月23日）があるが、東京地裁の決定では許諾があるならば無条件でなすべきものとしてこの期限を認めなかった（東京地決昭和29年3月6日判時29号3頁）。通説によればひとたびなされた許諾はこれを取り消すことができないと考えられているが、条件・期限を付しうるのであれば国会の審議状況等から必要であれば許諾の取消しも可能と思われるとする学説もある。

### 議院の要求による釈放
会期前に逮捕された国会議員は、その所属する議院の要求があれば、会期中これを釈放しなければならない（日本国憲法第50条）。内閣は、会期前に逮捕された議員があるときは、会期の始めに、その議員の属する議院の議長に、令状の写を添えてその氏名を通知しなければならない（国会法34条の2第1項）。先例では召集当日に通知すべきものとされている（昭和53年衆議院先例集99）。また、内閣は、会期前に逮捕された議員について、会期中に勾留期間の延長の裁判があったときは、その議員の属する議院の議長にその旨を通知しなければならない（国会法34条2第2項）。議員が、会期前に逮捕された議員の釈放の要求を発議するには、議員20人以上の連名で、その理由を附した要求書をその院の議長に提出しなければならない（国会法34条の3）。
なお、日本国憲法下で釈放要求決議が本会議で採決された例はない。

## 諸制度との比較

### 逮捕・訴追・裁判権の各概念

#### 逮捕と訴追の関係
日本国憲法第75条は「国務大臣は、その在任中、内閣総理大臣の同意がなければ、訴追されない。但し、これがため、訴追の権利は、害されない」と規定し、日本国憲法第50条の場合とは異なり「逮捕」ではなく「訴追」という文言を用いている。
日本国憲法第75条の「訴追」については、刑事訴訟法上の逮捕・勾留を含まないとする説と逮捕・勾留を含むとする説が対立している。
- 「訴追」には逮捕・勾留を含むとする説

「訴追」は本来的には「公訴の提起」を意味するが、憲法75条は国務大臣の身体の自由を保障した趣旨であるという点を理由とする
- 「訴追」には逮捕・勾留を含まないとする説

憲法上あるいは諸法令の「訴追」とは裁判・懲戒・罷免の請求を意味するという点を理由とする。政府見解でも「訴追」には逮捕を含まないとしている。

#### 裁判権
裁判権は国が司法権を行使して裁判を行う権限をいう。

### 各種制度
天皇及び摂政等
皇室典範第21条や国事行為臨時代行法第6条により、摂政や国事行為臨時代行は、摂政在任中又は国事行為臨時代行委任されている間は訴追されない。ただし、各条文では「訴追の権利は、害されない」としており、摂政在任中又は国事行為臨時代行が委任されている間の訴追は公訴時効は停止となり、摂政退任又は国事行為臨時代行終了と同時に公訴の提起がされる。天皇についての条文はないが、摂政の条文から同様に解釈されている。
国務大臣
国務大臣について憲法は「国務大臣は、その在任中、内閣総理大臣の同意がなければ、訴追されない。但し、これがため、訴追の権利は、害されない」とする（日本国憲法第75条）。「逮捕」と「訴追」との関係については先述のように学説に対立がある。首相の同意なしで現職閣僚が逮捕された例はある。1948年9月30日には栗栖赳夫国務大臣（経済安定本部総務長官兼物価庁長官兼中央経済調査庁長官）が昭和電工事件で逮捕された時、東京地裁は「訴追は、逮捕・勾留とは関係ない」との判断を下し、首相の同意なしに逮捕令状を交付した（栗栖は3日後の10月2日に訴追前に閣僚を辞任している）。なお、栗栖の刑事裁判は1962年に最高裁で有罪が確定している。
国会議員
国会議員について憲法は「両議院の議員は、法律の定める場合を除いては、国会の会期中逮捕されず、会期前に逮捕された議員は、その議院の要求があれば、会期中これを釈放しなければならない」とする（日本国憲法第50条）。
外交官
外交関係に関するウィーン条約により、外交官は刑事裁判権から免除され、民事裁判権や行政裁判権も原則として免除される（同条約31条、外交特権）。認証を受けた外交官の違法行為や不良行為に対しては、ペルソナ・ノン・グラータしか対抗手段がない。国交が途絶し敵対関係にある場合にも、この特権は一般に保護されるため、外交官によるスパイ活動を防止するためには、重監視をつけるなど、事実上の軟禁状態に置くような手段が取られる。
条約では、刑事裁判および民事・行政裁判権の全てから免除されている（31条）が、外交官本人が自国（派遣国）の国内法で捜査・裁判されたり（同条約31条）、派遣国側が免除特権を放棄する場合（同条約32条）、あるいは国外退去処分と外交官認証の撤回ののち、別の条約（犯罪人引渡し条約）が適用されることを回避しているものではない。外交特権も参照
在日米軍の構成員等
在日米軍の構成員及びその軍属や家族についての日米間の刑事裁判権の帰属については日米地位協定によって定まる。
大統領
一般に国家元首に対する訴追は否定されており、フランス、イタリアでは国家反逆罪以外では訴追しないことが憲法に規定されている。この場合弾劾による議決（判決）により失職することで訴追の対象となる。弾劾制度については各国により対象者の範囲や制度の趣旨、訴追への過程が異なる。